# Introducing Wayne Shorter
Introducing Wayne Shorter je debitantski studijski album ameriškega jazz saksofonista Wayna Shorterja, ki je izšel avgusta 1960 pri založbi Vee-Jay Records. Album vsebuje skladbe v hard bopu, ki so jih poleg Shorterja posneli še znani jazzovski glasbeniki kot sta Lee Morgan in Paul Chambers. Album je izšel tudi pod imenoma Blues A La Carte in Shorter Moments.

## Kritični sprejem
Kritik spletnega portala AllMusic, Scott Yanow, je v retrospektivni recenziji zapisal, da se na albumu kaže, da je Shorter še razvijal svoj zvok.

## Seznam skladb
Avtor vseh kompozicij je Wayne Shorter, razen »Mack the Knife« avtorji Marc Blitzstein, Bertolt Brecht in Kurt Weill.
| Št. | Naslov                    | Dolžina |
| --- | ------------------------- | ------- |
| 1.  | „Blues a la Carte‟ (4.)   | 5:35    |
| 2.  | „Harry's Last Stand‟ (5.) | 4:40    |
| 3.  | „Down in the Depths‟ (5.) | 9:41    |
| 4.  | „Pug Nose‟ (3.)           | 6:49    |
| 5.  | „Black Diamond‟ (7.)      | 6:00    |
| 6.  | „Mack the Knife‟ (5.)     | 4:27    |

| Dodatne skladbe na CD izdaji | Dodatne skladbe na CD izdaji | Dodatne skladbe na CD izdaji |
| Št.                          | Naslov                       | Dolžina                      |
| ---------------------------- | ---------------------------- | ---------------------------- |
| 7.                           | „Blues a la Carte‟ (3.)      | 5:43                         |
| 8.                           | „Harry's Last Stand‟ (4.)    | 4:58                         |
| 9.                           | „Down in the Depths‟ (3.)    | 10:18                        |
| 10.                          | „Black Diamond‟ (1.)         | 7:42                         |

## Glasbeniki
- Wayne Shorter – tenorski saksofon
- Lee Morgan – trobenta
- Wynton Kelly – klavir
- Paul Chambers – kontrabas
- Jimmy Cobb – bobni